# Stazione di Lucca
La stazione di Lucca è il principale scalo ferroviario della città e si trova sulle linee la collegano a Pisa, Viareggio, Firenze  e Aulla.
L'infrastruttura ferroviaria è gestita da RFI.

## Storia

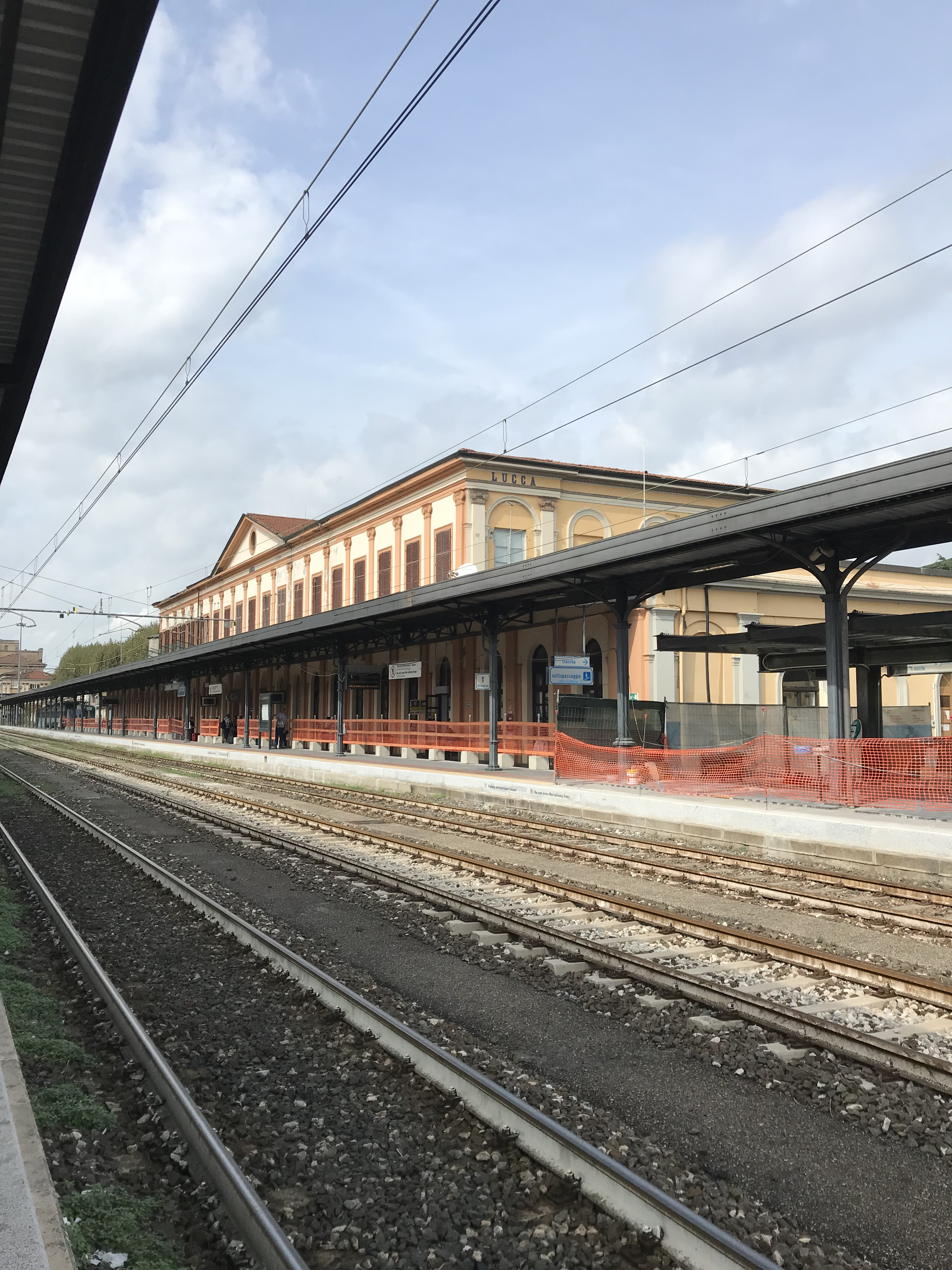
Il fabbricato viaggiatori visto dal terzo binario

La stazione fu aperta al servizio pubblico il 26 settembre 1846 assieme al tronco diretto a San Giuliano Terme, primo tratto della ferrovia per Pisa che il 15 novembre dello stesso anno fu completata con l'arrivo presso quest'ultima.
L'impianto fu poi collegato ad Altopascio il 14 giugno 1848 nell'ambito del progetto di costruzione della Maria Antonia, completata nel 1859.
Il 21 dicembre 1890 fu aperta al servizio la linea per Viareggio, mentre due anni dopo, il 15 febbraio 1892, fu aperto il primo tronco della ferrovia della Garfagnana che raggiunse Bagni di Lucca nel 1899 e Aulla nel 1911.
Il 28 ottobre 1928 la stazione divenne capolinea settentrionale della ferrovia Lucca-Pontedera, progettata per collegare la città con la Valdera. 
Il 6 gennaio 1944 la stazione e il quartiere di San Concordio furono bombardati da ventidue bombardieri B-26 Marauder statunitensi, partiti dalla Sardegna. Furono sganciate 124 bombe, causando la morte di ventiquattro civili, numerosi feriti e danni estesi all'infrastruttura ferroviaria..
A causa dei danni da bombardamenti della Seconda guerra mondiale, il servizio ferroviario sulla linea per Pontedera fu sospeso e non fu ripristinato dopo la conclusione degli eventi bellici. La dismissione dell'intera linea fu decretata il 14 ottobre 1958, mentre il suo smantellamento avvenne in seguito.
Lo scalo merci di Lucca fu dismesso nel 2015, per ridurre il traffico pesante nell'area urbana, contemporaneamente all'apertura del nuovo impianto nel Frizzone, tra Capannori e Porcari. Nel 2021 il comune di Lucca acquistò l'area del dismesso scalo merci allo scopo di convertire l'impianto in una stazione per autolinee.
Il 22 maggio 2023 iniziarono i lavori per un nuovo sottopasso ciclo-pedonale che collega la stazione alla pista ciclabile delle mura. L'inaugurazione della nuova struttura si tenne il 14 maggio 2025.
Il 3 luglio 2023 iniziarono anche i lavori di restauro dell'edificio principale della stazione.

## Strutture e impianti

### Architettura

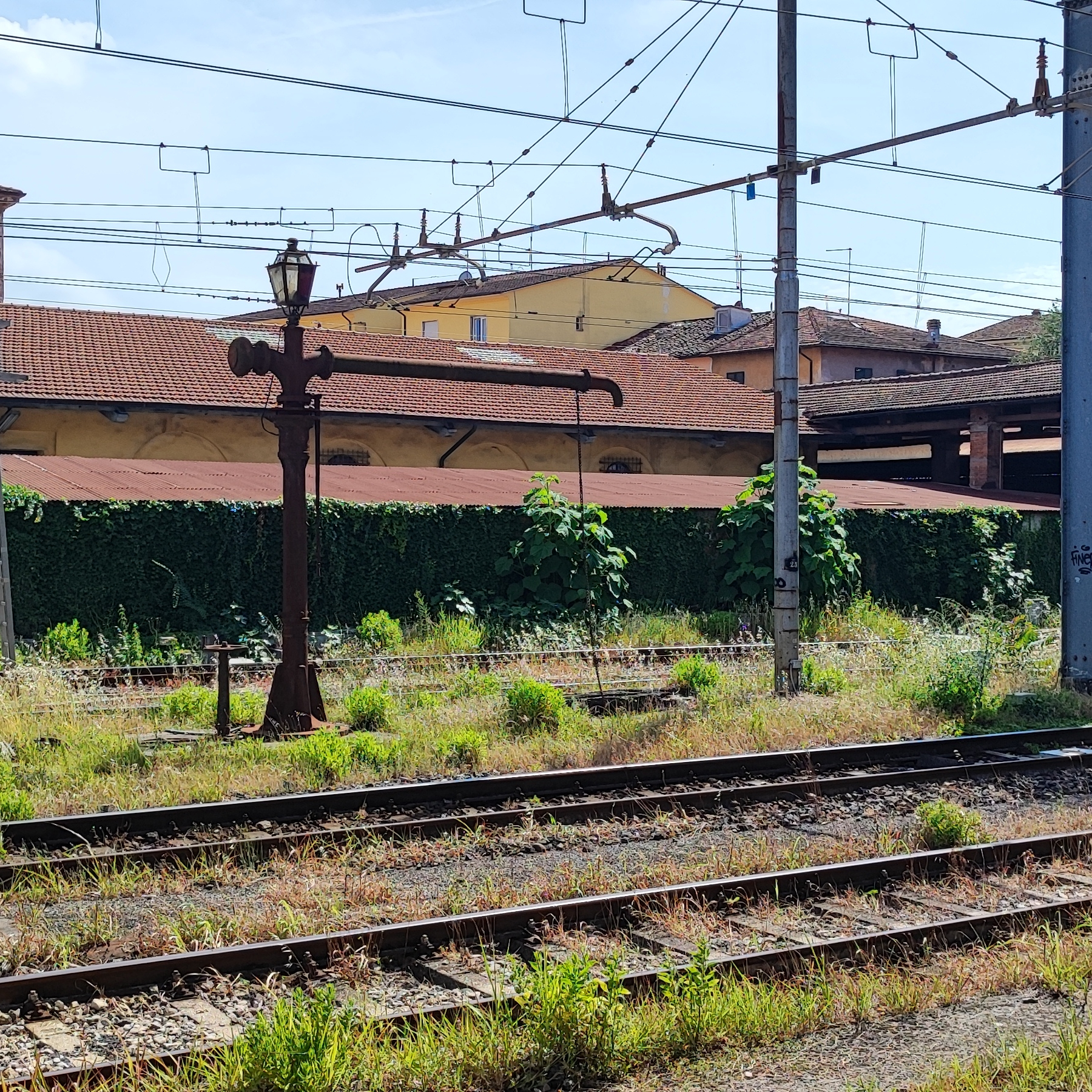
La colonna idraulica tra il terzo e il quarto binario.

Il fabbricato viaggiatori fu progettato nella prima metà dell'Ottocento dall'ingegnere tedesco Enrico Pohlmeyer, responsabile della pianta, e dall'architetto Giuseppe Pardini, che curò gli alzati. Fu inaugurato il 29 settembre 1846 assieme alla stazione ferroviaria.
La facciata, caratterizzata da due ordini di arcate, ha mantenuto l'aspetto ottocentesco originale nonostante le modifiche nel corso degli anni.

### Piazzale binari
Il piazzale è composto da nove binari, specializzati secondo le seguenti direzioni:
- 1: la Media Valle del Serchio, la Garfagnana e la Lunigiana
- 2: principalmente utilizzato per il trasporto di merci.
- 3 e 4: Firenze e Viareggio, usati occasionalmente anche per il trasporto merci.
- 5 e 6: località collinari[non chiaro], Pisa e Firenze.
- 1 e 2 Ovest: capolinea delle linee per Pisa Centrale, Viareggio e Livorno Centrale.
- Binario tronco 1 Est: capolinea della linea per Firenze.

Tra il terzo e il quarto binario è presente una colonna idraulica per rifornire d'acqua le locomotive a vapore.

## Movimento
La stazione di Lucca è servita da treni regionali svolti da Trenitalia nell'ambito del contratto di servizio stipulato con la Regione Toscana. Le destinazioni principali sono Firenze Santa Maria Novella, Aulla, Viareggio e Pisa Centrale.
Secondo le stime del 2023, la stazione di Lucca registra un traffico passeggeri giornaliero compreso tra le 5 000 e le 10 000 unità, per un totale stimato tra 1,8 e 3,6 milioni di viaggiatori all'anno.

## Servizi
- Biglietteria a sportello
- Biglietteria automatica
- Sala d'attesa
- Servizi igienici
- Polizia ferroviaria

- Posto di primo soccorso
- Ufficio informazioni
- Bar
- Negozi

## Interscambi
- Stazione taxi
- Fermata autobus

Dal 1884 al 1932, il piazzale antistante la stazione di Lucca ospitò il capolinea della tranvia Lucca–Ponte a Moriano, una linea a vapore che attraversava le mura cittadine grazie alla sortita Cairoli. Dal 1907 al 1957 fu attiva la tranvia Lucca–Monsummano e, tra il 1911 e il 1938, fu in esercizio anche la tranvia Lucca–Maggiano.